# Tweede Kamerverkiezingen 1986/Kandidatenlijst/Lijst 27
Dit is de naamloze kandidatenlijst 27 voor de Tweede Kamerverkiezingen 1986. De lijst deed mee in zeven van de negentien kieskringen.

## De lijst
1. A.A. Wissink - 337 stemmen
2. J.B.M. Tangelder - 10
3. G. Verweij - 11
4. C.P.A. van de Wouw - 12
5. J. Gerritsen - 15
6. H. Oving - 5
7. E.A. van Schoorl-Wissink - 17
8. F.M. Vermeulen - 153

PvdA · CDA · VVD · D66 · PSP · SGP · CPN · PPR · RPF · GPV · EVP · AR'85 · Centrumdemocraten · Federatieve Groenen · VCN · Centrumpartij · PGI · SP · Partij voor Ambtenaren en Trendvolgers · Lijst 19 (kieskring 9) · God Met Ons · Partij voor de Middengroepen · Loesje · Humanistische Partij · SAP · Partij Algemeen Belang · Lijst 27